# HD 8574 b
HD 8574 b는 물고기자리 방향으로 지구로부터 약 144광년 떨어져 있는 HD 8574 주위를 도는 외계 행성이다. 2001년 Perrier 연구진이 도플러 분광법을 써서 발견했다. 이 행성은 항성으로부터 약 0.76 천문단위 떨어져 있다. 그러나 이것은 평균 거리로, 이심률이 0.37이기 때문에 가까워질 때는 0.48 천문단위로 수성 거리까지 접근했다가, 멀어지면 1.04 천문단위로 지구 궤도까지 물러난다. 1 공전주기는 지구 시간으로 225일이다. 질량은 적어도 목성의 1.96배이므로, 행성 표면은 암석이 아닌, 목성이나 토성, 천왕성, 해왕성과 비슷한, 기체로 이루어진 가스 행성일 것이다.

## 참고 문헌
- (영어) Perrier;  외. (2003). “The ELODIE survey for northern extra-solar planets. I. Six new extra-solar planet candidates”. 《Astronomy and Astrophysics》 410 (3): 1039–1049. doi:10.1051/0004-6361:20031340.